# Harry Reems
Harry Reems (Bronx, Nova Iorque, 27 de agosto de 1947 - Salt Lake City, Utah, 19 de março de 2013) foi um ator pornográfico americano.
Harry foi protagonista do filme Garganta Profunda, um dos maiores sucesso do cinema pornográfico mundial. Outro sucesso em que Harry participou foi O Diabo na Carne de Miss Jones.
Após encerrar a carreira, se casou e converteu-se ao cristianismo. Fixou-se como agente imobiliário. Em 2013, faleceu por complicações de um câncer de pâncreas.. No mesmo ano foi interpretado por Adam Brody em Lovelace.